# Omphacodes pulchritacta
Omphacodes pulchritacta är en fjärilsart som beskrevs av Louis Beethoven Prout 1923. Omphacodes pulchritacta ingår i släktet Omphacodes och familjen mätare. Inga underarter finns listade i Catalogue of Life.